# ألكسندر ديميترينكو
ألكسندر ديميترينكو (بالألمانية: Alexander Dimitrenko) مواليد 5 يوليو 1982 في إيفباتوريا، القرم، أوكرانيا، هو ملاكم ألماني يصنف ضمن فئة الوزن الثقيل.

## إحصائيات
خاض خلال مسيرته 45 نزالا، فاز في 41 وخسر في 4. فاز بالضربة القاضية في 26 نزالا.

## روابط خارجية
- ألكسندر ديميترينكو على موقع بوكس ريك (الإنجليزية) (registration required)